# Puya alata
Puya alata är en gräsväxtart som beskrevs av Lyman Bradford Smith. Puya alata ingår i släktet Puya och familjen Bromeliaceae.
Artens utbredningsområde är Bolivia. Inga underarter finns listade i Catalogue of Life.